# Hôpital de Tavera

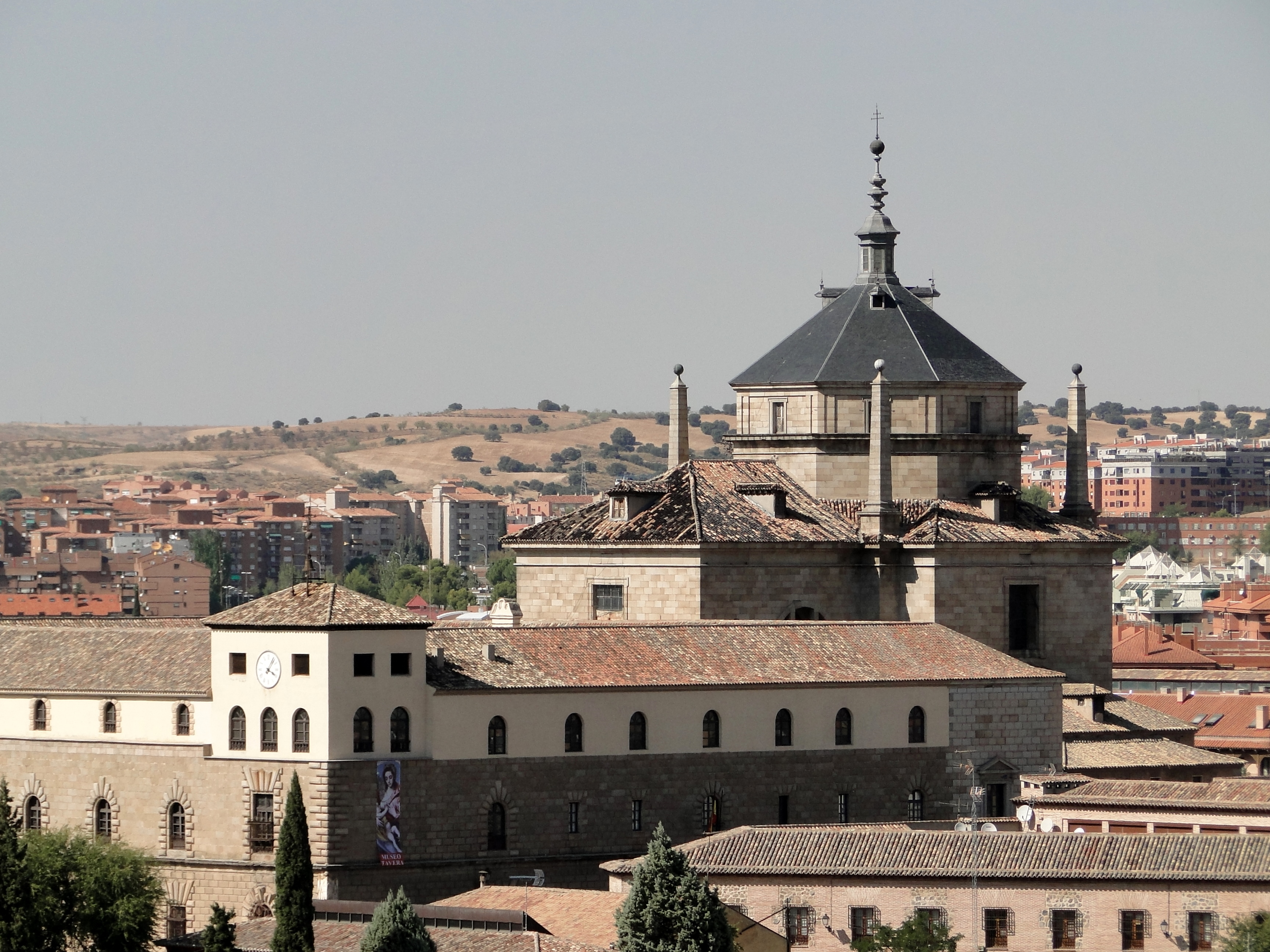
Hôpital de Tavera

L'hôpital de Tavera (également appelé Hospital de San Juan Bautista, Hospital de Afuera ou simplement Hospital Tavera) est un ancien hôpital de la ville basse de Tolède, capitale de la province du même nom dans la région autonome espagnole de Castille-La Manche.

## Histoire
L'hôpital de Tavera a été fondé par le cardinal et inquisiteur Juan Pardo de Tavera (1472-1545) dans les années 1540. L'architecte original était Alonso de Covarrubias (1488-1570) ; mais bientôt - les raisons ne sont pas claires - d'autres architectes, dont Bartolomé Bustamante (1501-1570), ont poursuivi son travail. Cependant, les travaux sur la grande structure n'ont été achevés qu'en 1603.

## Architecture

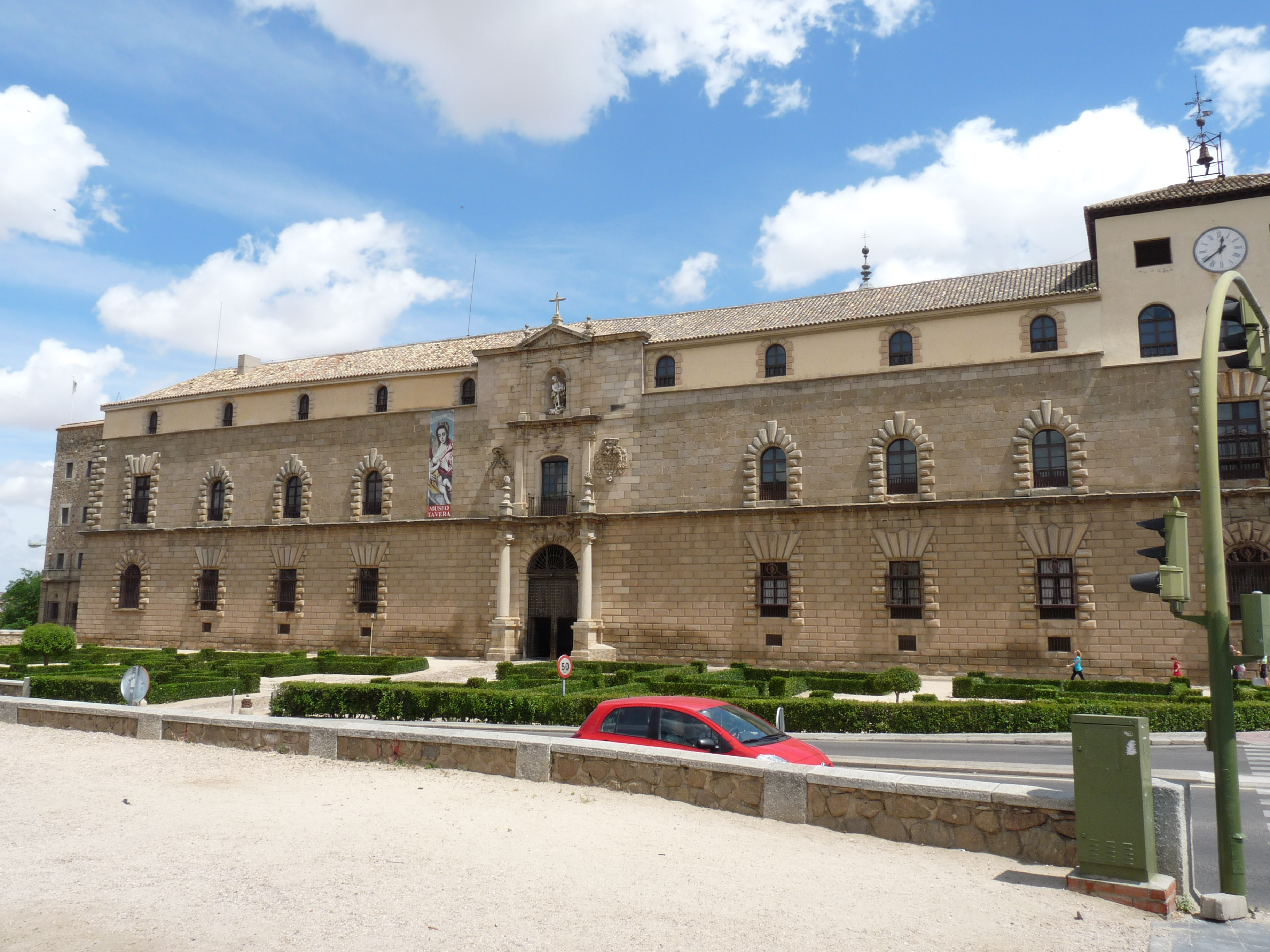
Façade du portail

### Façade
Les façades à trois étages sont simples et sobres de tous les côtés ; des pierres en relief encadrent les fenêtres rondes et rectangulaires. Le portail avec son arc en plein cintre est marqué par deux piliers devant lui, qui se terminent par des torches en pierre au niveau supérieur. Entre les deux, il y a une grande fenêtre de balcon avec les armoiries du fondateur sur le côté : un blason cardinal (à gauche) et un blason profane (à droite) avec la chaîne de l'ordre de la Toison d'or. Dans une niche murale au-dessus se trouve une statue de Jean-Baptiste, à qui l'ensemble du bâtiment est dédié.

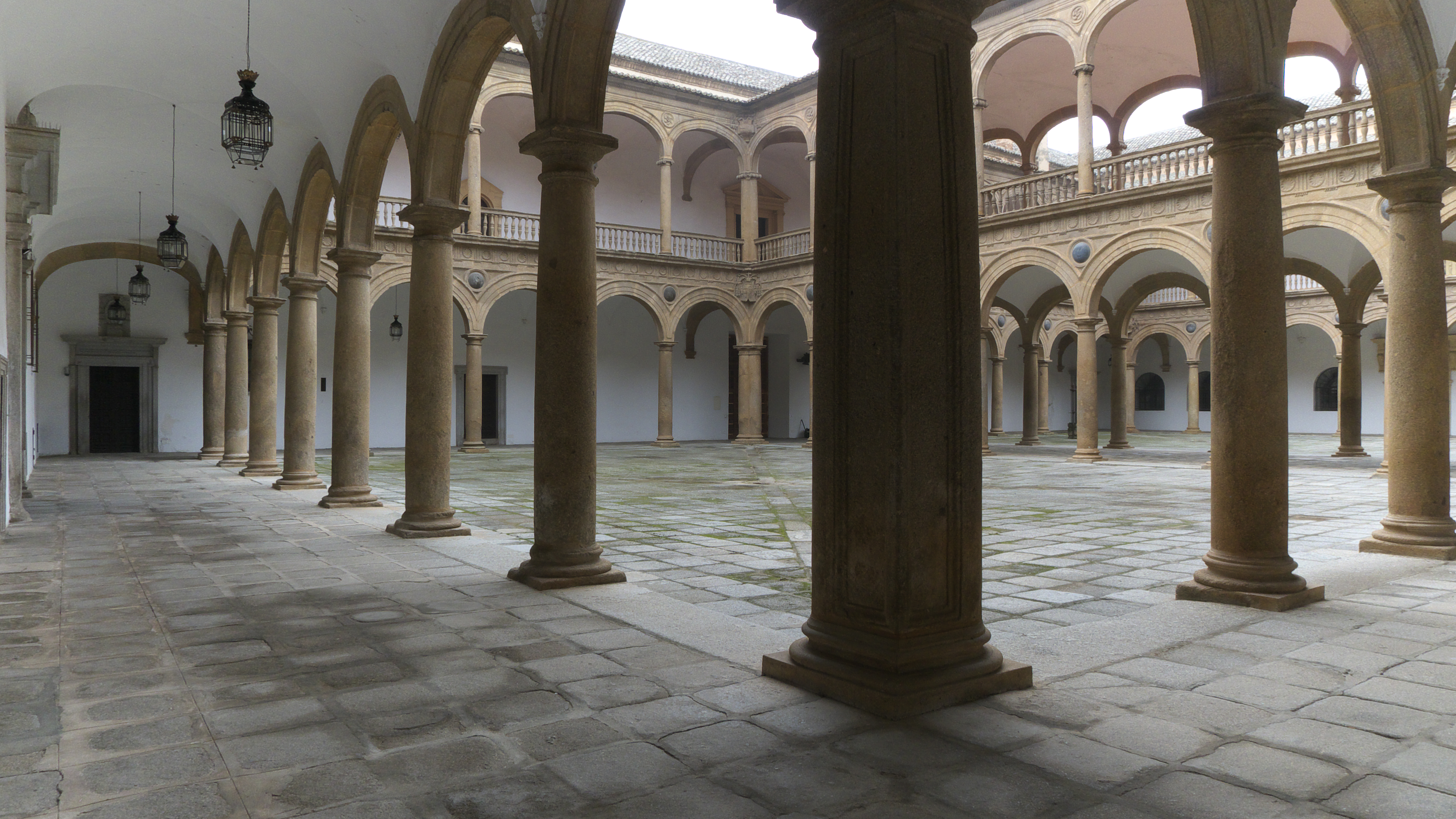
Patio

### Intérieur
L'hôpital a deux grandes cours adjacentes, séparées par une nef centrale et chacune entourée d'arcades à deux étages avec des colonnes monolithiques. Les arcades du niveau inférieur sont plus richement profilées. Les arcades du niveau supérieur sont sécurisées par une balustrade. Les colonnes relativement élancées ont des chapiteaux ioniques ; les soufflets ne sont remplis que de médaillons fleuris à bas-reliefs. Il convient de noter le contraste entre les murs et les plafonds en plâtre blanc du bâtiment et la teinte brunâtre des arcades en pierre naturelle.

### Église
L'église du complexe hospitalier ne possède que des fenêtres rectangulaires immaculées ; Dans les coins des allées, il y a quatre imposants obélisques en maçonnerie. L'architecture intérieure à nef unique est dominée par un dôme traversant surmonté d'une lanterne ; dans les écoinçons (pendentifs) de la base du dôme, quatre écus avec les évangélistes. Un chef-d'œuvre est le retable en bois sombre, qui occupe tout le mur du fond ; Les chapiteaux des colonnes recouverts de feuilles d'or et plusieurs figures blanches de saints contrastent magnifiquement avec cela.

## Musée
L'ensemble du complexe immobilier sert désormais d'archives et de musée. On trouve des œuvres du Greco, Ribera, Tintoret, Luca Giordano, Titien, Frans Snyders et Jacopo Bassano aux côtés de tapisseries et de meubles des XVIIe et XVIIIe siècles. Le tombeau en marbre du constructeur vient d'Alonso Berruguete. En 1608, Le Greco a été chargé de produire trois retables, qui finalement - à l'exception d'un "Baptême du Christ" - se sont retrouvés dans divers musées.

## Tourisme
L'hôpital de Tavera, situé dans la basse ville de Tolède, est l'une des attractions les moins visitées de la ville. Son architecture en grande partie sans fioritures en fait un précurseur du style Herrera, qui atteint son apogée avec l'Escorial.

## Tournages
L'hôpital de Tavera a été le lieu de scènes de plusieurs longs métrages, notamment :
- Viridiana, réalisé par Luis Buñuel (1961), acteurs : Silvia Pinal, Francisco Rabal, Fernando Rey.
- Tristana, réalisé par Luis Buñuel (1970), acteurs : Catherine Deneuve, Fernando Rey, Franco Nero.
- Les Trois Mousquetaires, réalisé par Richard Lester (1973), acteurs : Oliver Reed, Raquel Welch, Michael York
- La conjura de El Escorial, réalisateur : Antonio del Real (1988), acteurs : Julia Ormond, Fabio Testi.
- Le Pont de San Luis Rey, réalisé par Mary McGuckian (2004), acteurs : Robert De Niro, Kathy Bates, Harvey Keitel et autres.